# Ханегби, Цахи
Цахи (Ицхак) Ханегби (Анегби; ивр. צחי הנגבי‎) — израильский юрист и политик, депутат кнессета, в нескольких правительствах Израиля имел министерские портфели.

## Биография
Цахи Анегби родился в Иерусалиме 26 февраля 1957 года в семье Эммануэля Анегби, одного из руководителей «Лехи», и Геулы Коэн, журналистки и основательницы партии «Тхия».
Начал армейскую службу в качестве военного журналиста, не прекращая журналистскую деятельность, служил в 202‑м десантном батальоне. После демобилизации поступил в Еврейский университет в Иерусалиме на факультет международных отношений. Также изучал юриспруденцию в Тель-Авивском университете. Будучи студентом, Цахи Анегби был обвинён судом за участие в драке в общественном месте и приговорён к условному сроку и штрафу. Драка произошла на почве политических разногласий между студентами. С 1984 года Анегби работал советником министра иностранных дел Ицхака Шамира, с 1986 года — руководитель канцелярии ставшего премьер-министром Шамира.

## Политическая деятельность
Начиная с 1988 года, Анегби избирается в кнессет 12, 13, 14, 15, 16, 17, 18, 19 созывов. В 1996 году назначен на свою первую министерскую должность в качестве министра здравоохранения в первом правительстве Биньямина Нетаньяху. Через три месяца Анегби назначен министром юстиции. В 2001 году занял пост министра охраны окружающей среды, в конце 2002 назначается министром транспорта, совмещая оба поста в правительстве Ариэля Шарона. После назначения на пост министра внутренней безопасности Анегби провёл важный закон о создании специального отдела полиции Израиля по борьбе с экономическими преступлениями.
В 2005 году Цахи Анегби присоединяется к созданной Ариэлем Шароном партии «Кадима». После выборов 2006 года Анегби возглавляет парламентскую комиссию по иностранным делам и обороне. Несмотря на проигранные Кадимой выборы 2009 года, Анегби продолжает председательствовать в этой комиссии.
Против Цахи Анегби было возбуждено уголовное дело по обвинению в политических назначениях, лжесвидетельствовании и обмане общественного доверия. Мировой суд Иерусалима оправдал Цахи Анегби по делу о политических назначениях в министерстве экологии в бытность его министром. Он был освобожден от обвинения в предвыборной взятке и нарушении доверия, но одно обвинение осталось — дача ложных показаний. В конце концов суд принудил Анегби сложить депутатские обязанности и обязал выплатить штраф в размере 10 000 шекелей. Цахи Анегби временно покинул кнессет и прекратил свою деятельность, но остался членом партии Кадима и также имел возможность баллотироваться в кнессет следующего 19‑го созыва.
В июле 2012 года Цахи Анегби покинул партию «Кадима» после того, как было принято решение демонтировать правительство национального единства, и вернулся в партию «Ликуд».
Цахи Анегби участвовал в парламентских выборах 2013 года и на внутрипартийных праймериз стал 17-м в списке партии Ликуд, тем самым одержав победу на выборах. Является депутатом Кнессета девятнадцатого созыва от партии Ликуд. С апреля 2013 назначен председателем комитета палаты представителей парламента и парламентских комиссий в Кнессете.
Цахи Анегби женат, имеет четверых детей. Проживает в Мевасерет-Ционе.

## Общественная деятельность
- Председатель израильского объединения студентов.
- Советник министра иностранных дел.
- Директор канцелярии Премьер министра.
- Председатель центра партии «Ликуд» (с 1997 года)